# Vente d'épouse en Angleterre

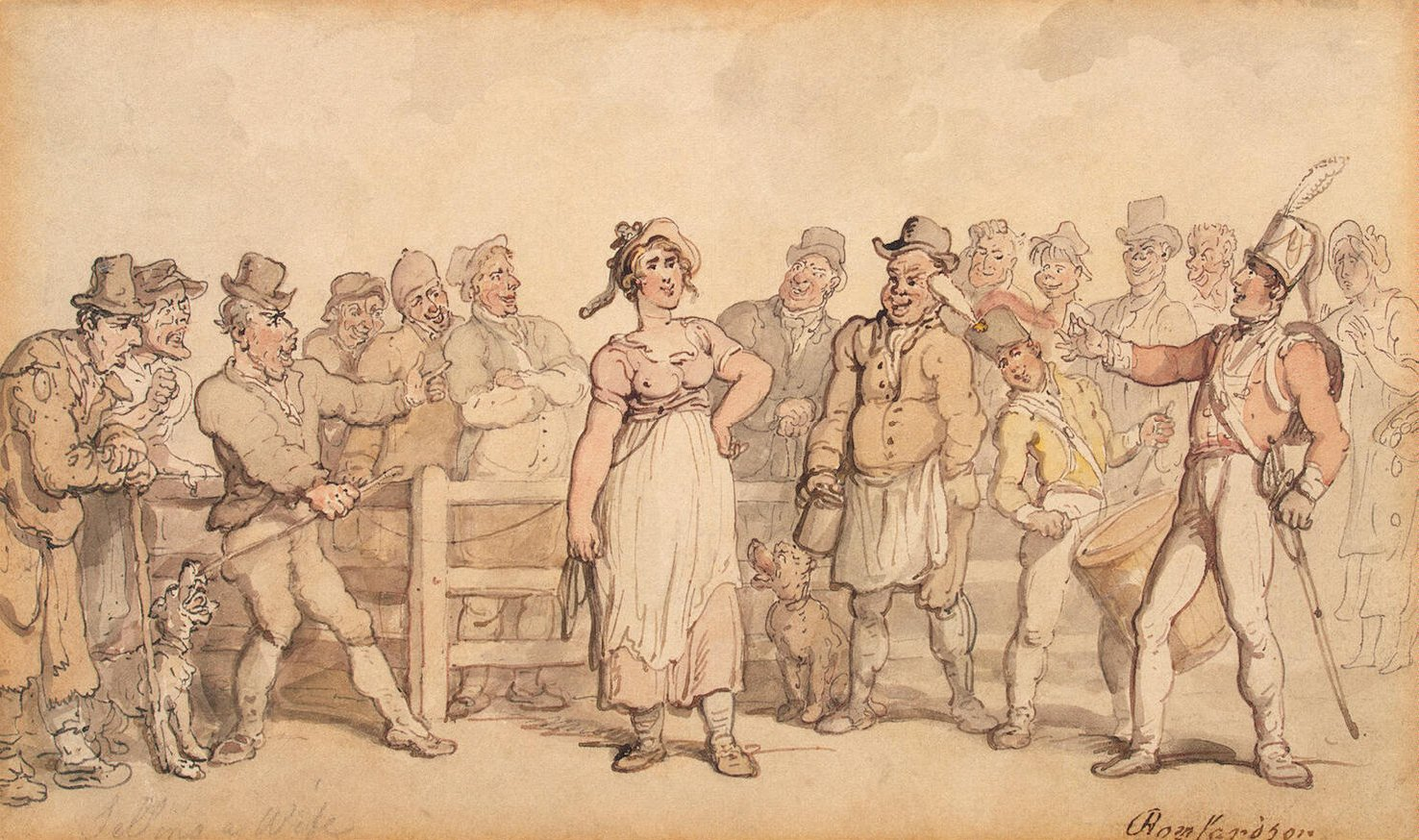
Selling a Wife (1812–1814), de Thomas Rowlandson.

La vente d'épouse est une coutume observée en Angleterre, apparue probablement à la fin du XVIIe siècle, qui permettait de mettre fin, par consentement mutuel, à un mariage insatisfaisant, lorsque le divorce n'était accessible qu'aux plus riches. Après un rituel durant lequel la femme était publiquement exhibée, un collier au cou, à la taille ou au bras, par le mari, celle-ci était vendue aux enchères au plus offrant. Cette pratique sert de toile de fond au roman de Thomas Hardy intitulé Le Maire de Casterbridge, dans lequel le personnage principal, au début du récit, vend sa femme suivant ce rituel, un acte qui le hantera pour le reste de son existence et qui finira par le détruire.
Bien que cette coutume n'ait aucun fondement juridique et finissait fréquemment devant un tribunal, les autorités avaient une attitude, notamment à partir du milieu du XIXe siècle, ambiguë au regard de celle-ci. On dispose aujourd'hui d'au moins un cas écrit, au début du XIXe siècle, dans lequel un magistrat indiqua qu'il ne pouvait priver un homme du droit de vendre sa femme, et on dispose également de cas, dans le cadre d'attribution d'aides financières aux plus pauvres connues sous le nom de Poor Laws, où il était demandé au mari de vendre sa femme plutôt que de maintenir sa famille dans des Workhouses.
Cette pratique a subsisté sous certaines formes jusqu'au début du XXe siècle. Le juriste et historien James Bryce écrit en 1901 que la vente d'épouse avait lieu durant son époque. Le témoignage d'une femme devant un tribunal de Leeds en 1913 déclarant qu'elle avait été vendue à l'un des amis de son mari pour une livre sterling est le dernier cas connu de vente d'épouse en Angleterre.

## Le cadre juridique
La vente d'épouses sous sa forme « rituelle » semble être une coutume « inventée », née vers la fin du XVIIe siècle, bien qu'on rapporte un cas de 1302 où quelqu'un « a accordé sa femme par acte écrit à un autre homme ». Du fait de la diffusion de plus en plus grande des journaux, les rapports sur cette pratique deviennent plus fréquents dans la seconde moitié du XVIIIe siècle. Selon les mots de l'écrivain du XXe siècle Courtney Kenny, ce rituel était « une coutume enracinée trop profondément et on a peine à croire qu'elle était d'origine récente ». Cependant, écrivant en 1901 sur le thème de la vente de femmes, James Bryce assure qu'il n'y avait « pas la moindre trace dans notre législation [anglaise] d'une coutume pareille ». Il n'en faisait pas moins observer que « tout le monde a entendu parler de cette étrange habitude de vendre une femme, qui se reproduit encore de temps à autre en Angleterre parmi les classes inférieures ».

### Le mariage
Jusqu'à l'adoption de la Loi sur le mariage en 1753, une cérémonie officielle devant un prêtre n'était pas une obligation légale en Angleterre, et les mariages n'étaient pas enregistrés. Tout ce que l'on exigeait était que les deux parties convinssent de leur union, dans la mesure où chacun avait atteint l'âge légal pour le consentement, c'est-à-dire douze ans pour les filles et quatorze pour les garçons. Après le mariage, les femmes étaient entièrement subordonnées à leurs maris et les deux époux devenaient une seule entité juridique, en vertu de la doctrine de la « coverture ». Comme l'écrit en 1753 sir William Blackstone, le juge éminent à l'origine de ce principe : « l'être même, ou l'existence légale de la femme, est suspendu tout le temps du mariage, ou tout au moins il est incorporé et intégré à celui de son mari : c'est sous l'aile, la protection et la garantie de celui-ci qu'elle exécute tout ». Les femmes mariées ne pouvaient posséder des biens en leur nom propre, et de fait elles étaient la propriété de leurs maris. Blackstone en venait à observer plus loin cependant que « même les inaptitudes auxquelles est soumise la femme sont, pour la plupart, destinées à la protéger et elles sont faites pour son bien. Le sexe féminin est largement favorisé par les lois en Angleterre ».

### Séparation des époux
Dans les Temps modernes, il existait cinq méthodes différentes en Angleterre pour rompre un mariage. L'une consistait à saisir les tribunaux ecclésiastiques et à demander la séparation de corps, pour des motifs d'adultère ou de cruauté mettant la vie en danger, mais cela ne permettait pas un remariage. Après 1690, le divorce n'était possible que par voie de requête au Parlement, processus long et coûteux. Le Matrimonial Causes Act de 1857 et les divorce courts créés dans son sillage simplifièrent les ruptures de mariage et les rendirent beaucoup moins chères, cependant pour les classes ouvrières les plus pauvres, le divorce restait encore un recours d'un prix prohibitif. Une solution alternative était d'obtenir une « séparation privée », un accord négocié entre les deux époux et consigné par un conveyancer. Un abandon du domicile conjugal ou un enlèvement consenti étaient également possibles, à la suite de quoi la femme était mise à la porte du domicile conjugal, ou le mari s'installait ailleurs avec sa maîtresse. Enfin, cette idée de vendre sa femme restait une possibilité pour rompre un mariage, quoiqu'elle fût illégale. Dans The Laws Respecting Women, As They Regard Their Natural Rights (1777), on fait observer que, pour les pauvres, la vente d'une femme était considérée comme « une façon de mettre fin à un mariage », lorsqu'« un mari et une femme en avaient vraiment assez l'un de l'autre et étaient d'accord pour se séparer, si l'homme souhaitait authentifier la séparation désirée en la rendant de notoriété publique ». 
Contrairement à ce que certaines femmes du XIXe siècle ont prétendu, il n'y a aucun document pour établir que des femmes du XVIIIe siècle aient résisté à leur mise en vente. Quand elles n'avaient ni ressources financières, ni aptitude au commerce, pour de nombreuses femmes une vente était le seul moyen de se sortir d'un mariage malheureux. En effet, on signale parfois que c'est la femme qui avait insisté pour être mise en vente. En 1830, une femme vendue sur le marché de Wenlock pour 2 shillings et 6 pence voulait absolument que la transaction aille jusqu'au bout, malgré les craintes de dernière minute de son mari : « Il a eu peur et a essayé de tout arrêter, mais Mattie s'est accrochée à l'affaire, lui lançant à la figure : « Que ce vaurien reste tranquille. Je veux être vendue. Je veux que ça change. » ». Pour le mari, la vente le libérait de ses obligations conjugales et le déchargeait de toute responsabilité financière envers son ex-épouse.

## Vente
Le duc de Chandos, alors qu'il se trouvait dans une petite auberge de campagne, vit le garçon d'écurie battre sa femme de la façon la plus cruelle, il intervint, et littéralement l'acheta à son mari pour une demi-couronne. C'était une femme jeune et jolie, le duc lui fit donner une éducation et, à la mort du mari, il l'épousa. Sur son lit de mort, elle fit venir toute sa maisonnée, lui raconta son histoire et en tira une morale touchante de confiance dans la Providence ; alors qu'elle était dans la situation la plus misérable, elle s'était vue tout d'un coup portée au comble de la prospérité ; elle supplia les assistants de lui pardonner si, à un moment ou à un autre, elle les avait offensés sans nécessité, après quoi elle les renvoya avec des cadeaux et mourut presque à l'instant.
The Gentleman's Magazine (1832)

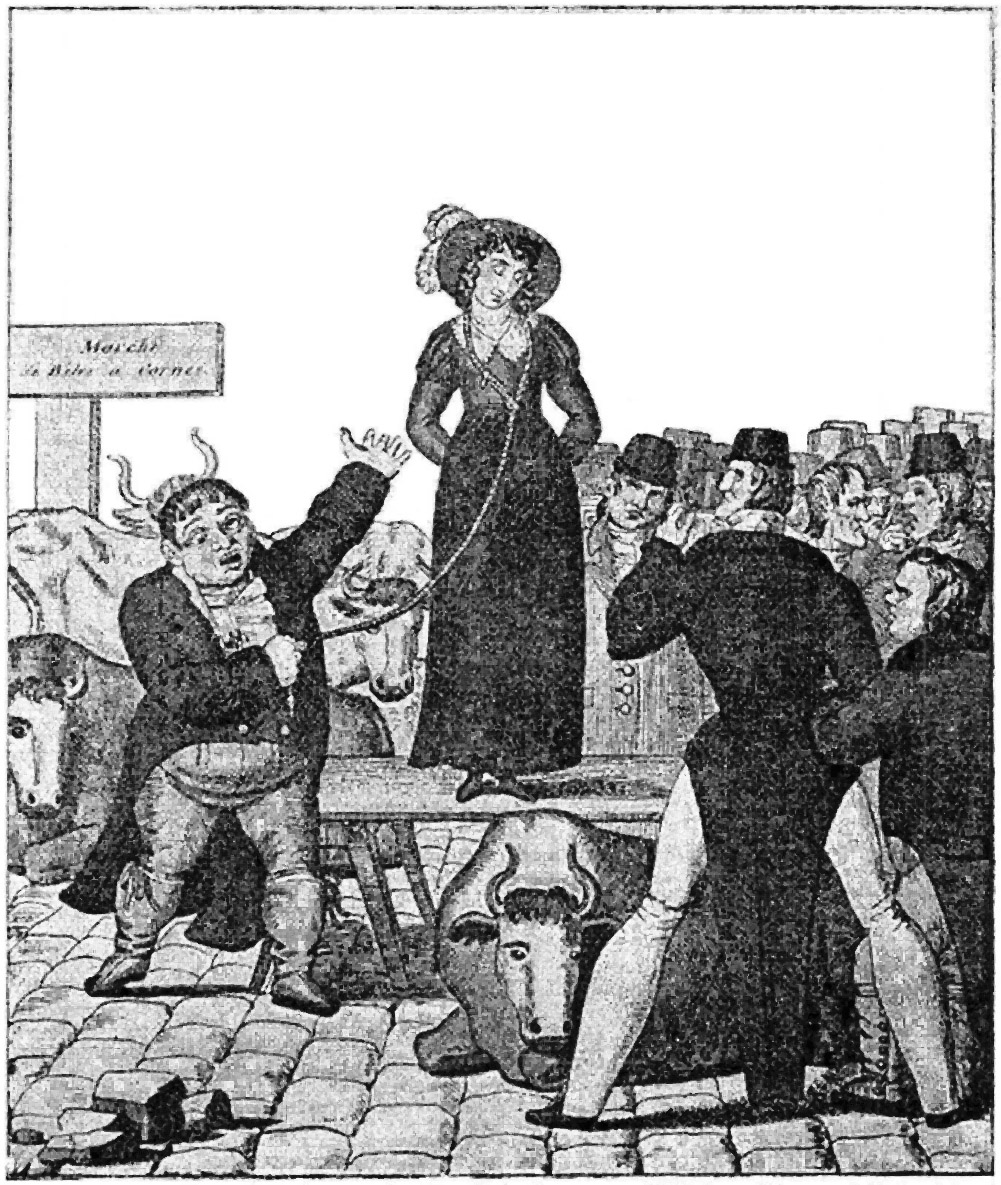
Gravure satirique de la coutume anglaise du « wife-selling », 1820.

Il est difficile de savoir quand a commencé cette coutume de vendre une femme aux enchères publiques suivant un certain rituel, mais il semble probable que ce fut quelque temps avant la fin du XVIIe siècle. En novembre 1692, « John, fils de Nathan Whitehouse, de Tipton, a vendu sa femme à M. Bracegirdle », quoique les modalités de la vente n'aient pas été enregistrées. En 1696, un certain Thomas Heath Maulster a été mis à l'amende pour « avoir cohabité de manière illégale avec la femme de George ffuller de Chinner... après l'avoir achetée à son mari à [???] la livre », et la pratique semble s'être étendue dans toute l'Angleterre et y avoir été bien établie au milieu du XVIIIe siècle, persistant jusqu'à l'aube du XXe siècle, même si elle était alors dans « un état de décomposition avancé ».
Dans la plupart des cas rapportés, la vente était annoncée à l'avance, peut-être par voie de publicité dans un journal local. Elle prenait généralement la forme d'une vente aux enchères, souvent lors un marché local, auquel la femme était menée par un licol (généralement une corde, mais parfois un ruban) attaché autour de son cou ou de son bras. Souvent, l'acheteur avait convenu la chose à l'avance, si bien que la vente était une forme de séparation symbolique et de remariage, comme ce fut le cas à Maidstone, où, en janvier 1815, John Osborne avait projeté de vendre sa femme sur le marché local. Toutefois, comme aucun marché ne se tenait ce jour-là, la vente eut lieu à la place à l'enseigne de « La Péniche à charbon », dans l'Earl Street, où « de façon très régulière », sa femme et son enfant furent vendus pour 1 £ à un homme nommé William Serjeant. En juillet de la même année, une femme fut amenée au marché de Smithfield en voiture à cheval et vendue pour 50 guinées et un cheval. Une fois la vente terminée, « la dame, avec son nouveau seigneur et maître, monta dans un élégant cabriolet qui les attendait et partit, manifestement sans la moindre répugnance ». Lors d'une autre vente en septembre 1815, au marché de Staines, « c'est seulement trois shillings et quatre pence qui furent offerts pour le lot, personne ne souhaitant rivaliser avec le soumissionnaire pour le bel objet, dont les mérites n'auraient pu être appréciés que par ceux qui les connaissaient déjà. Sur ce point l'acheteur pouvait se vanter d'une connaissance longue et intime ».
Bien que l'initiative vînt généralement du mari, il fallait que la femme consentît à la vente. On rapporte qu'en 1824 à Manchester « après plusieurs appels d'offres, elle [la femme] fut adjugée pour 5s, mais comme elle n'appréciait pas l'acheteur, elle trouva de nouveau preneur pour 3 shillings et une pinte de bière ». Il était fréquent que la femme vécût déjà avec son nouveau partenaire. Dans un cas, en 1804, un commerçant de Londres trouva sa femme au lit avec quelqu'un qu'il ne connaissait pas ; il en résulta une altercation à la suite de laquelle l'inconnu offrit d'acheter la femme. Le marchand donna son accord, et dans ce cas la vente peut avoir été une méthode acceptable pour arranger la situation. Toutefois, la vente était parfois spontanée, et la femme pouvait faire l'objet d'offres de la part de parfaits étrangers. En mars 1766, un charpentier de Southwark vendit sa femme, « dans un accès d'indifférence conjugale à la brasserie ». Une fois dessoûlé, l'homme demanda à sa femme de revenir, et après qu'elle eut refusé, il se pendit. Une querelle de ménage pouvait parfois précéder la vente d'une femme, mais dans la plupart des cas rapportés, l'intention était de mettre fin à un mariage d'une manière qui pouvait présenter la légitimité d'un divorce. Dans certains cas, la femme prenait ses dispositions pour sa propre vente, et fournissait même l'argent pour que son agent la délivrât de son mariage en l'achetant, comme ce fut le cas en 1822 à Plymouth.

### Milieu duXIXesiècle
On croyait que vers le milieu du XIXe siècle la vente d'épouses se limitait aux niveaux les plus bas du monde du travail, en particulier à ceux qui vivaient dans des zones rurales écartées, mais une analyse des professions des époux et des acquéreurs révèle que la coutume était la plus forte dans les communautés « proto-industrielles ». Sur les 158 cas où le domaine professionnel peut être établi, le plus grand groupe (19) travaillait dans des métiers en rapport avec l'élevage ou le transport, 14 dans le bâtiment, 5 étaient forgerons, 4 ramoneurs, et 2 ont été décrits comme des messieurs, ce qui suggère que la vente d'épouse n'était pas simplement une coutume paysanne. Le cas le plus haut-placé est celui de Henry Brydges, 2e duc de Chandos, qui aurait acheté sa seconde femme d'un palefrenier aux environs de 1740.
Les prix payés pour les femmes variaient considérablement, passant d'un maximum de 100 £ plus 25 £ pour chacun de ses deux enfants dans une vente de 1865 (l'équivalent d'environ 13 000 € de 2010) [29] jusqu'à aussi peu qu'un verre de bière, ou même rien du tout. Le montant minimum en argent ayant été donné est de trois farthings (trois-quarts de penny), mais le prix habituel semble s'être situé entre 2 shillings 6 pence et 5 shillings. Selon les auteurs Wade Mansell et Belinda Meteyard, l'argent semble avoir été généralement un détail secondaire; [4], le facteur le plus important était que la vente était considérée par beaucoup comme un moyen de se lier juridiquement, même si elle n'avait aucune base légale. Certains de ces nouveaux couples étaient donc en situation de bigamie, mais l'attitude de l'administration face aux ventes d'épouses était équivoque. [4] Le clergé rural et les juges étaient bien au courant de cette coutume, mais semblaient hésiter sur sa légitimité et préféraient en définitive fermer les yeux. On a trouvé des entrées dans les registres de baptême, comme cet exemple de Perleigh dans l'Essex, daté de 1782: « Amie, fille de Moses Stebbing et d'une femme achetée qui lui avait été livrée avec un licol ». En 1819, un juge avait bien tenté d'empêcher une vente à Ashbourne, dans le Derbyshire, mais il fut pris à partie et chassé par la foule ; plus tard, il s'est ainsi expliqué : 

« Même si mon vrai but en envoyant les gendarmes était d'empêcher cette vente scandaleuse, le motif que j'ai donné était le maintien de la paix... Quant à l'acte de vente lui-même, je ne pense pas que j'aie le droit de l'empêcher, ni même d'y mettre le moindre obstacle, du fait qu'il repose sur une coutume conservée par le peuple et dont il serait peut-être dangereux de le priver, quelle que fût la loi prise dans un tel but,. »

Dans certains cas, comme celui de Henry Cook en 1814, ce sont les autorités chargées de la Poor Law qui ont forcé le mari à vendre sa femme, plutôt que d'avoir à l'entretenir, elle et son enfant à la workhouse d'Effingham. On l'emmena au marché de Croydon où elle fut vendue pour un shilling, la paroisse payant les frais du voyage et d'un repas de noces [33].

### Importance de l'endroit
En choisissant un marché comme lieu de vente, le couple s'assurait un vaste audience, avec ce résultat que la séparation était un fait largement connu. L'utilisation de la corde était un symbole ; après la vente, on la remettait à l'acheteur comme un signe que la transaction avait été conclue, [4] et dans certains cas, les personnes impliquées dans l'affaire essayaient souvent de donner encore plus de légitimité à la vente en forçant le soumissionnaire final à signer un contrat, aux termes duquel il reconnaissait que le vendeur n'avait plus aucune responsabilité envers sa femme. En 1735, une vente d'épouse réalisée à St Clements fut annoncée par le crieur public, [nb 2], qui passa dans les rues pour prévenir les commerçants du lieu qu'ils étaient désormais au courant de l'intention de l'ex-mari de ne plus honorer, quelles qu'elles fussent, « les dettes qu'elle pourrait contracter ». On trouve la même mise au point dans une annonce publiée dans le Ipswich Journal en 1789: « Que nul n'accepte plus d'engagements de sa part faits sous mon nom... car je n'ai plus aucune responsabilité légale envers elle ». Les personnes impliquées dans ces ventes essayaient quelquefois de donner à la transaction une apparence légale, comme en fait foi un acte de vente pour une femme, conservé au British Museum. [NB 3] La facture est incluse dans une requête présentée à un juge de paix de Somerset en 1758, par une femme que, 18 mois plus tôt environ, son mari avait vendue pour 6 livres 6 shillings « pour payer ses débauches ». La pétition n'objecte rien à la vente, mais la femme se plaint au contraire que son mari était revenu trois mois plus tard, et avait exigé encore plus d'argent de sa femme et son nouvel « époux » [5].
Dans le Sussex, auberges et pubs voyaient régulièrement des ventes d'épouse, et l'alcool faisait souvent partie du paiement. Par exemple, quand un homme vendit sa femme à l'enseigne Épaule de mouton et concombre (Shoulder of Mutton and Cucumber) à Yapton en 1898, l'acheteur paya 7 shillings et 6 pence. (36 € de 2010) [29] et 1 pinte impériale (1,1 l) de bière. Un siècle plus tôt une vente à Brighton avait été conclue pour « huit pots de bière » et sept shillings (24 € de 2010); [29] et à Ninfield en 1790, un homme qui avait troqué sa femme à l'auberge du village contre une demi-pinte de gin changea d'avis et la racheta plus tard [36].
Des foules énormes assistaient quelquefois aux ventes d'épouse. En 1806 à Hull une vente fut reportée « en raison de la foule qu'un événement aussi extraordinaire avait rassemblée », ce qui laisse à croire que les ventes d'épouse étaient des événements relativement rares, et donc appréciés du public. Les estimations de la fréquence du rituel se montent généralement à environ 300 entre 1780 et 1850, chiffre relativement insignifiant par rapport aux cas de fuite du foyer qui, à l'époque victorienne, se chiffraient par dizaines de milliers.

### Répartition géographique et symbolisme
La vente d'épouse semble avoir été répandue dans toute l'Angleterre, mais relativement rare dans le Pays de Galles voisin, où seuls quelques cas ont été rapportés, et en Écosse où on n'en a découvert qu'un seul. Le comté anglais avec le plus grand nombre de cas entre 1760 et 1880 a été le Yorkshire, avec 44, soit beaucoup plus que les 19 rapportés pour le Middlesex et Londres pendant la même période, en dépit de la caricature française montrant Milord John Bull « avec bottes et éperons » au marché de Smithfield [Londres], en train de crier « À quinze livres ma femme », tandis que sa Milady est dans un enclos avec un licol.
Dans son livre, Wives for Sale (Femmes à vendre), l'auteur Samuel Pyeatt Menefee a recueilli 387 affaires de ventes d'épouse, dont la dernière a eu lieu au début du XXe siècle. L'historien E. P. Thompson a considéré de nombreux cas rapportés par Menefee comme « vagues et douteux », et pense que certains ont été comptés deux fois ; il n’en a pas moins convenu que près de 300 étaient authentiques, et ceux-ci, joints à ceux de ses propres recherches aboutissent à quelque quatre cents cas ayant été rapportés.
Menefee soutenait que le rituel évoquait une vente de bétail, avec le sens symbolique de la corde au cou ; les épouses étaient même de temps à autre évaluées par leur poids, tout comme du bétail. Bien que la corde fût considérée comme essentielle pour la « légitimité » de la vente, Thompson se demande si Menefee n'a pas mal compris le contexte social de la transaction. Si l'on préférait les marchés ce n'était pas parce qu'on y échangeait du bétail, mais parce qu'il s'agissait de lieux de réunion publique où la séparation des époux pouvait avoir des témoins. Les ventes avaient souvent lieu dans les foires, devant les pubs ou des repères locaux, comme l'obélisque de Preston (1817), ou le « bec de gaz » de Bolton [NB 4] (1835), où l'on pouvait s'attendre à ce qu'une foule fût rassemblée.
Du point de vue actuel, la vente d'une femme comme un bien meuble serait considérée comme dégradante, même en y voyant une forme de divorce. Néanmoins, les rapports les plus proches de nous insistent sur l'indépendance et la vitalité des femmes : « Les femmes sont décrites comme « d'un bel aspect », « bien en chair », « de bonne apparence », « une jeune beauté paysanne », ou « aimant s'amuser et jouer des tours sans méchanceté ».
Avec d'autres coutumes anglaises, les colons qui arrivèrent dans les colonies américaines à la fin du XVIIe siècle et au début du XVIIIe siècle emportèrent avec eux la pratique de la vente d'épouse, convaincus de sa légitimité en tant que moyen de mettre fin à un mariage. En 1645, la « P'ticular Cour » de Hartford, dans le Connecticut, signale le cas de Baggett Egleston, puni d'une amende de 20 shillings pour « ... bequething his wyfe to a young man ». Le 15 mars 1736, le Boston Evening-Post rapporte une dispute entre deux hommes « ... et une femme, chacun prétendant qu'elle était son épouse, mais le fait est que l'un d'eux avait effectivement cédé à l'autre ses droits sur elle pour quinze shillings ». Il semble que l'acheteur n'avait pas été en état de payer l'intégralité de la somme et avait essayé de restituer « son » épouse. Deux passants généreux lui donnèrent la somme qui manquait et il paya le mari qui se hâta « de saluer discrètement sa femme et de souhaiter à son cher ami  beaucoup joie de son acquisition ». Un récit de 1781 d'un certain William Collings de Caroline du Sud nous rapporte qu'il a vendu sa femme pour « deux dollars et une demi-douzaine de bols de grog ».

## Changement d'attitude
« Vendredi un boucher a exposé sa femme pour la vendre sur le marché de Smithfield, près de l'auberge au Bélier (the Ram Inn), avec un licol autour du cou, et un autre autour de sa taille, qui l'attachaient à une grille ; c'est un gardien de cochons qui a été l'heureux acheteur et il a donné trois guinées et une couronne à cet Adam qui avait vendu son Ève. C'est un scandale qu'on ne mette pas un terme à une conduite aussi dépravée dans le bas peuple ».
The Times (Juillet 1797) [46]
Vers la fin du XVIIIe siècle, une certaine hostilité envers cette vente d'épouse commence à se manifester dans l'ensemble de la population. En 1756, une vente à Dublin est interrompue par un groupe de femmes qui « sauve » l'épouse, après quoi le mari a droit à un procès parodique et est placé parmi les objets à vendre jusqu'au lendemain matin de bonne heure. Vers 1777, une vente d'épouse à Carmarthenshire provoque dans la foule « un grand silence », et « un sentiment de malaise dans l'assistance ». Les rapports sur les ventes d'épouse n'en passent pas moins de deux par décennie dans les années 1750 à un pic de 50 dans les années 1820 et 1830. Avec le nombre de cas enregistrés s’accroît cependant l'opposition à cette pratique, qui est considérée comme une de toutes ces coutumes populaires que l'élite sociale croit de son devoir de supprimer. Les juges de paix dans leurs sessions trimestrielles se mettent à agir plus énergiquement contre ceux qui sont impliqués dans une vente d'épouse et, dans les cours d'appel, quelques arrêts destinés à faire jurisprudence viennent confirmer l'illégalité de la pratique. Dans la presse, les comptes rendus sont souvent hostiles : « Une scène des plus répugnantes et des plus honteuses », lisons-nous dans un article de 1832 [49], mais il faut attendre les années 1840 pour que le nombre de cas de vente d'épouse commence à diminuer de manière notable. Thompson a retrouvé 121 rapports publiés sur des ventes d'épouse entre 1800 et 1840, contre 55 entre 1840 et 1880.
Il est fait allusion aux ventes d'épouses dans une pièce française du XIXe siècle, Le Marché de Londres. Commentant cette pièce et le jugement des Français contemporains sur cette coutume, l'écrivain B. Angus Reach se plaint ainsi en 1846 : « Ils établissent de nos défauts une liste interminable et amplifiée par leur imagination […] Aussi fermement qu'ils croient à l'existence physique et géographique de Londres, ils croient à ce fait invraisemblable qu'en Angleterre un mari vend sa femme exactement comme il vend son cheval ou son chien. » De telles plaintes sont encore monnaie courante près de vingt ans plus tard puisque, dans The Book of Days (Le Livre des Jours) (1864), l'auteur Robert Chambers parle d'une affaire de vente d'épouse en 1832 et note que « les cas tout à fait exceptionnels de vente d'épouse, que nous remarquons nous-mêmes avec au plus un sourire passager, ont fait une impression profonde sur nos voisins du continent, qui n'arrêtent pas de les citer comme une preuve de notre civilisation inférieure ». Embarrassé par cette pratique, un manuel juridique de 1853 permettait aux juges anglais de rejeter la vente d'épouse comme un mythe : « C'est une erreur grossière de croire que le mari puisse se débarrasser de sa femme en la vendant sur un marché en plein air avec un licol autour du cou. Un tel acte de sa part serait sévèrement puni par le juge du lieu ». Dans son édition de 1869, le Burn's Justice of the Peace and Parish Officer dit nettement que « la vente ou l'achat d'une femme en public est indiscutablement un délit... Et de nombreuses poursuites contre des maris ayant vendu, et d'autres personnes ayant acheté, ont été récemment engagées, se terminant par six mois de prison ».
Une autre forme de vente d'épouse est l'acte de transfert de propriété. Bien que beaucoup moins fréquente au départ que la vente aux enchères, la pratique s'étend après les années 1850, à mesure l'opinion populaire devient de plus en plus hostile à la vente d'une épouse sur le marché. Le fait que la vente d'épouse soit communément perçue comme légitime est aussi soumis au gouvernement. En 1881, on demanda au Home Secretary William Harcourt ce qu'il pensait d'un incident survenu à Sheffield : un homme avait vendu sa femme contre une pinte de bière. Harcourt répondit : « Aucun texte écrit n'existe nulle part en Angleterre qui légitimerait la vente d'épouse » et « on ne trouve pas de fait mentionnant une telle pratique » [61], mais pas plus tard qu'en 1889, un membre de l'Armée du Salut vend sa femme pour un shilling à Hucknall Torkard dans le Nottinghamshire, puis la conduit par le licol à la maison de son acheteur ; c'est le dernier cas où l'utilisation d'un licol est mentionné. Le cas le plus récent de la vente d'une épouse anglaise est signalé en 1913, lorsqu'une femme, témoignant devant un tribunal d'instance de Leeds dans une affaire de pension alimentaire, affirma que son mari l'avait vendue à un de ses collègues de travail pour 1 livre (équivalant à environ 84 € de 2010).[29] La manière dont elle a été vendue n'est toutefois pas enregistrée.